# Inside Job (serie de televisión)
Inside Job (conocido en Hispanoamérica como Trabajo incógnito y en España como Ultrasecretos) es una serie de televisión de comedia animada para adultos estadounidense creada por Shion Takeuchi para Netflix. Alex Hirsch, creador de Gravity Falls, se desempeña como productor ejecutivo junto con Takeuchi, quien también se desempeñó como showrunner. La serie se estrenó el 22 de octubre de 2021 en Netflix. Sin embargo, el 8 de enero de 2023, Takeuchi anunció que Netflix había cancelado la serie.

## Sinopsis
Inside Job es una comedia ambientada en un mundo donde todas las teorías de la conspiración son reales. Se centra en una organización del gobierno en la sombra estadounidense Cognito, Inc., que intenta controlar el mundo y mantener en secreto las conspiraciones. La serie sigue a un equipo dirigido por una genio de la tecnología y su nuevo socio, mientras trabajan en la organización junto con cambia formas reptiles, un híbrido humano-delfín, manipuladores de medios y un hongo sapiente de la Tierra hueca.

## Reparto

### Principales
- Lizzy Caplan[8] como Reagan Ridley; una genio de la tecnología japonés-estadounidense socialmente torpe que trabaja en Cognito Inc. y cree que la sociedad misma puede mejorarse, manejando a sus compañeros de trabajo irresponsables mientras busca una codiciada promoción en el camino. Takeuchi describió a Reagan como un líder que "quiere hacer del mundo un lugar mejor".[9]
- Christian Slater[8] como Rand Ridley; El padre de Reagan, el ex director ejecutivo paranoico y cofundador de Cognito Inc, que fue despedido después de casi exponer el estado profundo y tratar de hacer estallar el sol como su "solución" para curar el cáncer de piel. Vive con su hija Reagan, bebe grandes cantidades de alcohol y planea vengarse de sus antiguos empleadores mientras encuentra tiempo para participar en guerras de fuego con Richard Dawkins. El Shadow Board lo reincorpora como CEO de Cognito al final de la temporada 1, ya que tiene la mayor cantidad de acciones en la compañía.
- Clark Duke[8] como Brett Hand; un yes-man de Washington D. C. que tiene una fachada como chico de fraternidad, pero en realidad es una persona sensible y cariñosa que quiere que sus compañeros sigan sus pasos y se esfuerza por sacar lo mejor de sus amigos y colegas.
- Tisha Campbell[8] como Gigi Thompson; una oficial de relaciones públicas, es la directora de Manipulación de Medios y Mensajes Subliminales de Cognito, que también es la reina de los chismes de la oficina. Ella también es una gran coqueta que persigue a Brett y constantemente comenta su apariencia.
- Andy Daly[8] como J.R. Scheimpough; el actual CEO de Cognito, un conversador astuto que puede salir de situaciones potencialmente comprometedoras.
- Chris Diamantopoulos como ROBOTUS, el reemplazo robótico del presidente de los Estados Unidos. Reagan lo mantiene encerrado en el sótano de Cognito, sobornándolo con episodios de Friends para que la ayude con varios planes. Se convierte en la IA definitiva con el objetivo de destruir a la humanidad.
- John DiMaggio[8] como Glenn Dolphman; un supersoldado híbrido humano-delfín que supervisa las armas y el arsenal de Cognito.
- Bobby Lee[8] como el Dr. Andre Lee; un bioquímico de espíritu libre pero ansioso que experimenta con una variedad de narcóticos inusuales, y también es adicto a algunas de las mismas drogas que crea.
- Brett Gelman[8] como Magic Myc; un organismo psíquico parecido a un hongo de una mente colmena en lo profundo de la Tierra Hueca con un comportamiento seco y sarcástico y la capacidad de leer la mente de las personas. La secuencia de apertura del programa implica que su especie provocó inadvertidamente la evolución de la humanidad cuando sus esporas fueron consumidas por simios antiguos. Myc también proporciona bio sorbitrato puro, un químico que la compañía usa para sus pistolas borradoras de memoria, por lo que literalmente tienen que ordeñarlo.

### Recurrentes
- Suzy Nakamura[10] como Tamiko Ridley; Madre autora de Reagan y exesposa de Rand.
- Alex Hirsch[11] como Grassy Noel Atkinson, el verdadero asesino de JFK.
- Ron Funches[12] como el Sr. Mothman, director de recursos humanos.
- Josh Robert Thompson[13] como el agente Rafe Masters, un personaje que sustituye a James Bond.
- Grey Griffin
- Cheri Oteri
- Eric Bauza

### Otros
- William Jackson Harper como Bryan Jacobsen y Bryan-bot
- Kevin Michael Richardson
- Ana Gasteyer
- Gary Cole
- Darius Johnson
- Lauren Lapkus
- Kate Micucci como Charlie
- Drew Tarver como Kevin
- James Adomian
- Nicole Sullivan
- Zachary Quinto como El Doctor Skullfinger, archienemigo de Rafe Masters.
- Henry Winkler como Melvin Stupowitz; un actor que fue contratado para interpretar a Buzz Aldrin mientras el verdadero Buzz reside en la luna.
- Debra Wilson
- Max Mittelman
- Fred Tatasciore
- Timothy Simons

## Episodios

### Temporada 1
| N.º en serie | N.º en temp. | Título                                                        | Dirigido por                    | Escrito por                                                   | Fecha de lanzamiento original |
| --- | ------------ | ------------------------------------------------------------- | ------------------------------- | ------------------------------------------------------------- | ----------------------------- |
| 1 | 1            | «Unpresidented» «Sin presidente»                              | Pete Michels Vitaliy Strokous   | Shion Takeuchi                                                | 22 de octubre de 2021         |
| Reagan Ridley recoge a su padre Rand fuera de la Casa Blanca, donde proclama conspiraciones, diciendo que las "élites en la sombra" controlan todo desde detrás de escena. Ella lo lleva a Cognito, Inc., una compañía que de hecho controla el mundo detrás de escena. Reagan les presenta a sus compañeros de trabajo su misión de reemplazar al presidente con una versión robótica de él llamada ROBOTUS. Reagan está entusiasmada con la idea de que la asciendan, pero se enfada cuando se entera de que será codirigente del equipo con Brett Hand, un hombre de sí mismo contratado para contrarrestar las abismales habilidades sociales de Reagan. Después de descubrir que Brett no tiene experiencia de la que hablar, Reagan se pone celoso de su popularidad y lo investiga, con la esperanza de sacarlo de Cognito. Cuando intenta exponerlo, se retira de la misión y Brett la reemplaza como jefa del equipo. La misión sale terriblemente mal cuando ROBOTUS se vuelve consciente de sí mismo y planea acabar con la humanidad. Brett le pide ayuda a Reagan, así que ambos trabajan juntos y logran acabar con ROBOTUS. El final del episodio muestra que ROBOTUS todavía está operativo y que Reagan lo esconde. |              |                                                               |                                 |                                                               |                               |
| 2 | 2            | «Clone Gunman» «Asesino de clones»                            | Pete Michels Mike Hollingsworth | Chase Mitchell                                                | 22 de octubre de 2021         |
| Reagan y Brett se ven obligados a despedir a alguien mientras Cognito está recortando su presupuesto. Deciden despedir a Grassy Noel Atkinson, el verdadero asesino de JFK, que no ha tenido una misión desde entonces. Los compañeros de trabajo de Reagan, preocupados de que uno de ellos sea despedido, se la tragan. Disfrutando del trato especial, decide no contarles sobre su decisión de despedir a Noel, lo que incomoda a Brett. Después de enterarse de que Noel es muy querido por sus compañeros de trabajo, Reagan, desesperada por salvar la cara, intenta liberar un clon de JFK para que él lo mate, pero termina liberando todos los clones en una cámara frigorífica, con los clones de JFK mutando y fusionándose en un monstruo masivo. El equipo encuentra ROBOTUS, ahora llamado Alpha-Beta, en el laboratorio secreto de Reagan, pero Reagan es capaz de unirlos para derrotar a los clones, aunque Noel recibe todo el crédito por dar el golpe final. Mientras tanto, J.R. es chantajeado por Rand para que renuncie a sus acciones de la empresa. En una escena de cierre, Reagan le da un "regalo" a Alpha-Beta: un DVD con episodios de Friends. |              |                                                               |                                 |                                                               |                               |
| 3 | 3            | «Blue Bloods» «Sangre azul»                                   | Vitaliy Strokous                | Alex Hirsch & Aaron Burdette                                  | 22 de octubre de 2021         |
| Reagan y Rand descubren al robótico amigo de la infancia de Reagan, Bear-O, mientras sacan las cosas de Rand de la casa de su exesposa Tamiko. Reagan y sus compañeros de trabajo tienen una nueva misión: lidiar con un desastre de relaciones públicas cuando J.R. hace una broma ofensiva sobre sus financieros reptoides. Todos gimen cuando aprenden que tienen que hacer un "entrenamiento de sensibilidad reptoide", y Reagan se asusta cuando practica un abrazo. Se viste de gala para una gala reptoide y usa sus inventos para tratar de disimular su ansiedad social mientras Brett prepara un discurso. Brett se distrae cuando se encuentra con sus viejos compañeros de fraternidad, quienes se revelan como reptoides y comienzan a acosarlo. Con Brett fuera, Reagan da el discurso, pero su invento falla y le arranca los brazos a un reptoide. Brett salva a Reagan de la fiesta, pero es arrestada por la policía reptoide. Reagan es juzgado en la Corte Suprema de Reptoide. Rand llega con un Bear-O reconstruido y sube al estrado. Reagan se da cuenta de que no puede abrazar a nadie debido al trauma que le infligió Bear-O, y argumenta que los defectos de los padres de Rand son los culpables de su ansiedad social. Los reptoides aceptan renovar la financiación de Cognito, pero como castigo por sus crímenes, Reagan es abrazada en grupo por los reptoides, solo para que acto seguido, se convierta en una orgía. |              |                                                               |                                 |                                                               |                               |
| 4 | 4            | «Sex Machina» «Máquina sexual»                                | David Ochs                      | Adam Lederer & Burke Scurfield                                | 22 de octubre de 2021         |
| Cognito compra una aplicación de citas y Reagan tiene la tarea de revisar fotos de pollas, a lo que ella acepta a regañadientes. Todos en el equipo apuestan por su vida amorosa, lo que la molesta, por lo que promete tener un novio para el final de la semana. Reagan intenta y no consigue un novio, a pesar de sus numerosos intentos, mientras que los otros compañeros de trabajo apuestan por la simpatía del otro en la aplicación de citas. Brett y Glenn discuten sobre si las apariencias importan o no y acuerdan cambiar de cuerpo. Reagan habla con Alpha-Beta con la esperanza de recibir consejos sobre citas, quien acepta ayudarla a crear un algoritmo de citas a cambio de la segunda temporada de Friends. Reagan hace una versión robot de su cita con Bryan para practicar, pero termina avergonzándose cuando aparece el verdadero Bryan. Decide salir con el robot Bryan. Mientras tanto, Glenn en el cuerpo de Brett disfruta de su atractivo mientras que Brett en el cuerpo de Glenn sufre, pero finalmente se dan cuenta de que son sus personalidades las que importan cuando se olvida a Glenn y Brett se reconcilia con la exesposa de Glenn. Robo-Bryan, sintiéndose desatendida por Reagan debido a su trabajo, hace un Robo-Reagan, solo para que el Robo-Reagan se vuelva pícaro y lleve al verdadero Bryan a una cita con el Smithsonian. Reagan lucha y destruye Robo-Reagan. Más tarde, habla con Alpha-Beta, quien le dice que cambió el algoritmo de citas porque Reagan cambió. Ella señala que no se pudo encontrar el cuerpo de Robo-Reagan, y Alpha-Beta mira felizmente más episodios de Friends. |              |                                                               |                                 |                                                               |                               |
| 5 | 5            | «The Brettfast Club» «El club de Brett»                       | Vitaliy Strokous Mike Bertino   | Historia de: Mike Dow & Devon Kelly Guión: Daniel Kibblesmith | 22 de octubre de 2021         |
| Brett simula una cena familiar en el holo-simulador antes de ser interrumpido por Reagan. J.R. le da al equipo la misión de viajar a la ciudad "Still Valley", Wyoming, que está estancada en la década de 1980, donde venden productos peligrosos retirados de esa época. El trabajo del equipo es dosificar la ciudad con Nostalgia Max, una sustancia química que altera la memoria que hace que la población de la ciudad quede literalmente atrapada en el pasado. Brett convence a la pandilla de viajar sin sus dispositivos electrónicos, una idea con la que Reagan está de acuerdo, ya que la tecnología podría dejarlos al descubierto. Mientras volaba sobre la ciudad, Myc es succionado fuera del avión, lo que obliga al equipo a buscarlo sin sus dispositivos. Myc, que se golpea la cabeza y sufre de amnesia, es recogido por un grupo de niños, mientras que el resto del equipo, a instancias de Brett, adopta identidades falsas para integrarse. Reagan, que nunca estuvo expuesto a la cultura pop de los 80. , descarta la nostalgia de Brett. Queriendo que él y el equipo se queden en la década de 1980, Brett se expone accidentalmente a Nostalgia Max y se vuelve violento y superpoderoso. Reagan ve películas de la década de 1980 en un Blockbuster y descubre que la simulación familiar que Brett estaba usando no era su familia, sino una de una comedia de situación, ya que su propia familia lo descuidó en su juventud. Ella lucha contra Brett y es capaz de convencerlo de que no necesita una familia de televisión, ya que son su "familia de negocios para siempre", lo que lo devuelve a sus sentidos. Brett y Reagan ven Los Goonies juntos, luego se lamentan de lo problemático que es después. |              |                                                               |                                 |                                                               |                               |
| 6 | 6            | «My Big Flat Earth Wedding» «Mi gran boda en la Tierra plana» | David Ochs                      | Mike Dow & Devon Kelly                                        | 22 de octubre de 2021         |
| Reagan lucha por planificar el nuevo matrimonio de su madre consigo misma en el yate de J.R., ya que sabe que todo es solo una forma de enojar a Rand. Reagan intenta evitar que se entere, sabiendo que creará problemas si lo hace. Rand finalmente se entera de la boda y necesita un grupo de terratenientes para estrellarla. Cuando Reagan revela que en realidad no cree en la teoría de la tierra plana, toman como rehenes a todos en el yate para que puedan navegar hasta el borde de la tierra y demostrar que es plano. Reagan formula un plan para pedir ayuda, solo para que la situación se convierta en un caos cuando estalle una pelea. Cuando sus padres comienzan a discutir de nuevo, Reagan decide deshacerse de la situación por completo y es tomada como rehén por el líder de la tierra plana Harold. Sus padres terminan uniéndose a ella, y Reagan lleva a Harold al portal a la tierra hueca, dando en secreto su ubicación a sus amigos. Se reúnen y los rescatan, aunque Harold salta al portal, creyendo que se desviará al otro lado de la tierra. Los padres de Reagan le piden disculpas y ella termina la ceremonia. Ella besa a un agente del MI6 que responde y el Kraken destruye el yate, llevándose a Jeff Bezos con él. |              |                                                               |                                 |                                                               |                               |
| 7 | 7            | «Ghost Protocol» «Protocolo fantasma»                         | Pete Michels Mike Hollingsworth | Chase Mitchell                                                | 22 de octubre de 2021         |
| Reagan se despierta después de acostarse con Rafe Masters, un agente secreto británico, después de estar borracho la noche anterior, y lo abandona. Para horror de Reagan, ella y el equipo están listos para trabajar con Rafe en una misión para acabar con su némesis, el Doctor Skullfinger. Reagan les dice a sus compañeros de trabajo que necesita decirle a Rafe que no está interesada en él y anota todas las veces que ha roto con la gente, que han terminado con su sentimiento de culpa. Reagan dirige a Rafe en la misión, negando toda atracción hacia Rafe mientras nota una vibra extraña entre él y Skullfinger. Reagan intenta romper con Rafe pero falla, por lo que pide ayuda a sus compañeros de trabajo, quienes notan que usaron el Protocolo Fantasma para fingir sus muertes y escapar de sus problemas sociales. Reagan se encuentra con Rafe para una cita y es "asesinado", devastándolo. Rafe tiene la idea de que su "muerte" fue un trabajo interno, y pide la ayuda de Brett, lo que le permite cumplir su sueño de espiar. Reagan se escapa con su equipo cuando Rafe se obsesiona por encontrar a su "asesino". Reagan va a buscar a Skullfinger en busca de ayuda, pero no quiere irse. Él le da la idea de reiniciar su proyecto de limpieza mental y ella consigue que sus compañeros de trabajo la ayuden. Rafe irrumpe en la guarida y es sometido por un arrepentido Brett. Reagan intenta borrar los recuerdos de Rafe, pero cambia de opinión cuando se da cuenta de que está siendo literalmente la mala. En cambio, ella le dice lo que realmente es: un psicópata pegajoso y un estereotipo obsoleto que no sabe cómo tratar con las mujeres. Posteriormente, los miembros de su equipo intentan "hacer lo correcto" resolviendo sus problemas interpersonales mientras Skullfinger regresa y su extraña vibra continúa.                                     |              |                                                               |                                 |                                                               |                               |
| 8 | 8            | «Buzzkill» «Aguafiestas»                                      | Vitaliy Strokous                | Alisha Brophy & Scott Miles                                   | 22 de octubre de 2021         |
| Reagan recuerda un recuerdo traumático de su padre y les confía a sus compañeros de trabajo sus problemas. Reagan y Brett se embarcan en una peligrosa misión a la luna para comprobar una llamada de socorro. Llegan y se sorprenden de la avanzada ciudad construida allí liderada por Buzz Aldrin, que ha sobrevivido sin envejecer gracias a la baja gravedad de la luna. Esto se interrumpe cuando Rand llega a la Luna, molestando a Reagan que quería espacio de él. Cuando Rand se enfrenta a Buzz por acostarse con Tamiko, Reagan se convence de que Buzz Aldrin es su verdadero padre. El Buzz Aldrin en la tierra, en realidad un actor llamado Melvin, se vuelve pícaro y el resto del equipo intenta localizarlo antes de que exponga la conspiración. Rand y Brett van al lugar del alunizaje original y descubren que Neil Armstrong fue asesinado, lo que los lleva a ambos a preocuparse por la seguridad de Reagan. Buzz Aldrin intenta convencer a Reagan de que se quede en la Luna. Ella le confía que él puede ser su padre, solo para correr cuando él revela su plan para alejar la Luna de la tierra, lo que destruiría a la humanidad. Reagan, Rand y Brett trabajan juntos para detener el plan de Buzz, y Reagan y Rand tienen una conversación sincera. Buzz escapa, Melvin es capturado pero vuelve a ser "Buzz Aldrin", y Reagan, Rand y Brett regresan a la Tierra, con una prueba de ADN que confirma que Rand es de hecho el padre biológico de Reagan. En la escena final, Myc les dice a los espectadores que el aterrizaje en la Luna fue real y todos le piden a Buzz Aldrin que no los demande. |              |                                                               |                                 |                                                               |                               |
| 9 | 9            | «Mole Hunt» «El espía»                                        | David Ochs                      | Adam Lederer & Burke Scurfield                                | 22 de octubre de 2021         |
| Reagan se entera de que J.R. se une al Shadow Board, lo que significa que se dirigirá a Cognito. Reagan celebra convertirse en CEO cuando J.R. le dice que alguien robó un archivo que contiene una lista de todas las conspiraciones que han cometido. J.R. les dice que encuentren el topo en 10 horas o todos morirán, presionando a Reagan para que complete la tarea. Se entera de que alguien con autorización de alto nivel robó el archivo y comienza a sospechar de su equipo. J.R. descubre que tendrá que atravesar un laberinto lleno de trampas para unirse al Shadow Board, compitiendo con otras personas de alto perfil, incluida Oprah, que dirige una empresa rival, los Illuminati. A medida que el equipo comienza a sospechar el uno del otro, Reagan comienza a perder el control. Droga a su equipo con suero de la verdad, mientras Oprah chantajea a J.R. para que la lleve a través del laberinto, solo para ser engañada en el último momento. Todos en el equipo se revelan sus verdades entre sí, pero ninguno de ellos admite ser el topo. Rand cae repentinamente del techo, después de haber querido celebrar la promoción de Reagan. El equipo comienza a sospechar que Rand es el culpable. Reagan elige ponerse del lado de su padre en lugar de sus amigos, y escapa con él a un laboratorio de vigilancia secreto. Rand confiesa que Reagan no es diferente de J.R. Su equipo desciende para detener a Rand, peleando con él y Reagan antes de enterarse, para su sorpresa, de que Bear-O es el topo. |              |                                                               |                                 |                                                               |                               |
| 10 | 10           | «Inside Reagan» «En la mente de Reagan»                       | Mollie Helms Vitaly Strokous    | Alisha Brophy & Scott Miles Shion Takeuchi                    | 22 de octubre de 2021         |
| Bear-O revela que al monitorear a Reagan, vio que su trabajo estaba dañando su estado emocional y robó el archivo para destruir a Cognito en un intento por hacerla feliz. Cuando el archivo se destruye accidentalmente, Bear-O decide apuntar a las personas que están "lastimando" a Reagan, comenzando por sus amigos. Ella descubre que se requiere una contraseña para anular Bear-O. Incapaz de recordarlo, corre con Rand y Brett, mientras los demás huyen de Bear-O. Reagan entra en su mente con Rand para encontrar la contraseña. Revisan sus recuerdos tratando de localizar la contraseña. Mientras busca, Reagan descubre fallas en sus recuerdos que involucran a un niño que conoció durante su infancia. El resto del equipo se topa con el laboratorio de Reagan y encuentra un tributo que ella le hizo al equipo, y se van para salvar a Reagan después de un conmovedor mensaje de NSYNC. Brett entra en la mente de Reagan por accidente y lleva a su yo más joven a un baile de la escuela secundaria, donde descubre la contraseña. Bear-O cambia su objetivo a Rand, y Reagan se entera de que su padre borró los recuerdos de su amigo de la infancia, Orrin, para no detenerla académicamente, como parte de un plan de seguro para volver a Cognito. El equipo encuentra Alpha-Beta y lo convence de luchar contra Bear-O. Los dos robots chocan, deteniendo a Bear-O el tiempo suficiente para que Brett le diga a Reagan la contraseña: Orrin. Desactiva Bear-O y se enfrenta a Rand por manipular su mente, echándolo de su casa y de Cognito. Al día siguiente es contactada por la Junta de la Sombra, quien le informa que debido al caos que sucedió bajo su supervisión, ella no se desempeñará como jefa de Cognito. Dado que J.R. está siendo enviado a Shadow Prison X por varios crímenes contra el Shadow Board, el liderazgo va al accionista mayoritario, Rand. |              |                                                               |                                 |                                                               |                               |

## Producción y lanzamiento
En abril de 2019, Netflix ordenó 20 episodios de la serie.
Anunciada como la primera serie animada para adultos producida internamente por Netflix Animation, se anunció en junio de 2021 que los personajes regulares de la serie serían interpretados por Andrew Daly, Bobby Lee, John DiMaggio, Tisha Campbell y Brett Gelman. Es la primera serie producida como parte de un acuerdo que Takeuchi hizo en 2018 con Netflix para "desarrollar nuevas series y otros proyectos exclusivamente para Netflix". Un adelanto de la serie se mostró en el Studio Focus Panel para Netflix en el Festival Internacional de Animación de Annecy en junio de 2021. La serie es la primera serie creada por Shion Takeuchi, parte de su trato con Netflix, con Hirsch diciendo que se inspiró en programas de la década de 1990 como The X-Files. Hirsch y Takeuchi también se inspiraron en las páginas de Weekly World News.
El 20 de septiembre de 2021, se lanzó un avance de la serie y se describió como una mezcla de "realidad con fantasía al hacer tapping en nuestros tristes recuerdos colectivos como pasantes no remunerados". El tráiler oficial del programa fue lanzado el 25 de septiembre. En una entrevista con Petrana Radulovic de Polygon, Takeuchi dijo que la idea del programa surgió de sus días en la universidad, dijo que no hay "nada demasiado extraño para el programa" siempre y cuando desarrolle los personajes, diciendo que hay temas. que son "un poco demasiado adultas para todas las edades" con las que tratan las personas de su edad, diciendo que "se siente bien poder hablar de ellas" en el programa. Dijo que hacer una animación para adultos es intimidante.
La serie se estrenó en Netflix el 22 de octubre de 2021.

## Recepción
En general, la serie tuvo una acogida positiva. Charles Bramesco de The Guardian describió la serie como cercana al "formato del surrealismo de la semana", mientras que Nick Schager de The Daily Beast la describió como una comedia en el lugar de trabajo que "se burla jovialmente de nuestra realidad frita" con numerosos critica el poder corporativo / dinámicas de género "mientras destaca el absurdo de las teorías de la conspiración y argumentó que el programa compartía algunas similitudes con Futurama. Daniel Feinberg de The Hollywood Reporter fue más crítico, diciendo que las teorías de la conspiración se juegan para reírse de "resultados irregulares" y afirmó que el programa redujo los problemas de Reagan a problemas con su padre, pero elogió a Brett por tener un arco de personajes "creíble" y tener mucha energía." Similar a Feinberg, Kevin Johnson de The A.V. Club criticó el programa por limitar hasta dónde se llevan las cosas, influenciado por programas como American Dad!, The Venture Bros, Archer y Akira, pero elogió las premisas y bromas divertidas de la serie, y el "talentoso equipo creativo". Chris Vognar de Datebook fue más positivo, dijo que la serie es "inteligente y rápida en sus pies", y señaló que permanece en el mundo real con "política de oficina, sexismo, clasismo, patriotismo, nostalgia" y más, mientras logra que los espectadores preocuparse por Reagan. Burkely Hermann de The Geekiary adoptó un punto de vista diferente, señalando que "la rareza y los temas maduros" son fundamentales para el programa, comparando el programa con series como Mr.Robot, Futurama, (Des)encanto, y describió a Reagan como un personaje con ansiedad social, como no único, señalando a los personajes de Cleopatra in Space, The Owl House, She-Ra y las princesas del poder, y Steven Universe, además de señalar que no "cae en el modelo de comedia animada habitual" y apunta a "queer vibes" en la serie. Aaron Pruner de Inverse señaló temas similares y dijo que la serie es, en esencia, una historia sobre familias disfuncionales en el trabajo y en el hogar. Tracy Brown, de LA Times, dijo que la serie permite "al público volver a reírse de las teorías de la conspiración", incluso cuando proporciona un "telón de fondo para explorar los personajes y cómo navegan por el mundo".
El sitio web del agregador de reseñas Rotten Tomatoes informó una calificación de aprobación del 82% con una calificación promedio de 6.90/10, basada en 11 críticas.